# Olavo Setúbal
Olavo Egydio de Souza Aranha Setubal. (São Paulo, 15 de abril de 1923 - São Paulo, 27 de agosto de 2008) fue un ingeniero, industrial, banquero y político brasileño. Fue alcalde la capital paulista, nombrado por el gobernador Paulo Egydio Martins, entre 1975 y 1979. También fue Ministro de Relaciones Exteriores durante el gobierno de José Sarney entre 1985 y 1986.
Parte de una familia con amplio linaje, estudió en la Escuela Politécnica de la Universidad de São Paulo y se dedicó a la actividad privada. Fue responsable del crecimiento y expansión del Banco Itaú del que era uno de los principales accionistas y presidente del directorio además de presidente ejecutivo de la holding del grupo, la empresa Itaúsa.
Entre 1975 y 1979 fue nombrado Alcalde de São Paulo por el gobernador Paulo Egydio Martins. Durante su mandato terminó varias obras, incluyendo las avenidas Sumaré y Juscelino Kubitschek, así como la remodelación de la Praça da Sé. También expropió y restauró el Edificio Martinelli donde se ubicaron algunas secretarías municipales. 
En 1980 fundó, junto con Tancredo Neves el Partido Popular. En 1985 fue uno de los financiadores de la campaña de Jânio Quadros a la alcaldía de São Paulo. Entre marzo de ese año y febrero de 1986, ocupó la cartera de Relaciones Exteriores durante el gobierno de José Sarney, cargo para el que había sido elegido por el presidente electo Tancredo Neves antes de que este falleciera antes de tomar posesión del gobierno.
Setúbal murió el 27 de agosto del 2008, víctimva de insuficiencia cardiaca, luego de ser internado en el Hospital Sírio-Libanés en São Paulo.